# Quinto Fabio Juliano
Quinto Fabio Juliano (en latín: Quintus Fabius Julianus) fue un senador romano, que vivió a finales del siglo I y mediados del siglo II, y desarrolló su cursus honorum bajo los reinados de Trajano, y Adriano. Fue cónsul sufecto en el año 131 junto a Tiberio Julio Cándido Celso.

## Carrera política
La existencia de Fabio Juliano no se conoció hasta la publicación del diploma militar que lo mencionaba, en el año 2005. En ese artículo, Werner Eck y Andreas Pangerl ofrecieron algunas posibles identificaciones para Juliano. Uno era Quinto Fabio Juliano Optatiano Lucio Fabio Gémino Corneliano, un cónsul conocido por una inscripción perdida, que era hijo de un Marco que pertenecía a la tribu Galería; Eck y Pangerl infieren de estos hechos que Juliano procedía de la Hispania Baetica. Otra posible identificación es Marco Fabio Juliano Heracleo Optatiano, cuya pertenencia al colegio sacerdotal de los Hermanos arvales ha sido atestiguado entre los años 135 a 155. Sin embargo, es más probable que Juliano sea hermano mayor del miembro de los Hermanos Arvales. Se ha encontrado información insuficiente para determinar cuál de estas dos posibilidades es la más probable, aunque todo parece apuntar a la primera opción como la correcta.